# Den Gamle By
Den Gamle By ali Staro mesto  v prevodu je mestni muzej na prostem v botaničnem vrtu Aarhus v središču Aarhusa na Danskem. Leta 1914 so muzej odprli kot prvi tovrstni muzej na prostem na svetu, ki se osredotoča na mestno kulturo in ne na vaško kulturo, in do danes ostaja eden izmed le nekaj najbolje ocenjenih danskih muzejev zunaj Københavna, ki služi več kot 400.000 obiskovalcem na leto. Danes muzej sestavlja 75 zgodovinskih stavb, zbranih iz 20 mestnih območij v vseh delih države. Mesto samo je glavna atrakcija, vendar je večina stavb odprtih za obiskovalce; sobe so okrašene v izvirnem zgodovinskem slogu ali organizirane v večje eksponate, od katerih je 5 rednih z različnimi temami.
Muzejske stavbe so organizirane v majhno mesto pretežno pol-lesenih struktur, ki so bile prvotno postavljene med letom 1550 in poznim 19. stoletjem v različnih delih države in so se pozneje v 20. stoletju preselile v Aarhus. Vseh skupaj je približno 27 sob, prostorov ali kuhinj, 34 delavnic, 10 špecerij ali trgovin, 5 zgodovinskih vrtov, pošta, carinarnica, šola in gledališče. Po mestu je več trgovin z živili, restavracij in delavnic z muzejskim osebjem, ki deluje v vlogah mestnih osebnosti, tj. trgovca, kovača itd., kar prispeva k iluziji "živega" mesta.

## Zgodovina
Leta 1914 je bilo Staro mesto prvič odprto za javnost pod imenom Hiša starega župana. Poleg renesančno oblikovane županove hiše sta bila majhen vrtni paviljon in še ena velika renesančno oblikovana hiša, ki sta izvirala iz mesta Aarhus. V naslednjega pol stoletja se je muzej počasi širil, saj je bilo podarjenih ali pridobljenih več stavb in zbirk iz več delov države.
Zgodovinska županova hiša Aarhusa do leta 1908 ni bila več v uporabi, zato so se odločili, da jo porušijo, da bi naredili prostor za novo stavbo. Vendar pa je Peter Holm (1873–1950), lokalni učitelj in prevajalec, uspel posestvo razstaviti za kasnejšo uporabo in ne uničiti. Odstranili so ga zaradi ponovne sestave in eno leto pozneje so ga predstavili na danski nacionalni razstavi leta 1909 v Aarhusu, kjer je bil osrednji del zgodovinskih eksponatov. Stavbo so spet preselili pet let pozneje, leta 1914, ko je bil muzej uradno odprt kot »Hiša starega župana«, direktor pa je bil Peter Holm.
Skoraj petnajst let kasneje, leta 1923, je Narodni muzej Aquira Young obvestil, da bo velik trgovski dvorec v Aalborgu porušen. Petru Holmu je uspelo zbrati potrebna sredstva za selitev nepremičnine, sestavljene iz osmih posameznih stavb, v Aarhus. Stavbe iz Aalborga so ponovno sestavili v bližini hiše starega župana in tri leta po selitvi so jih pet odprli za javnost.
S temi novostmi muzej Stara županova hiša ni bil več lokalni projekt in se je preimenoval v Mestni muzej Staro mesto. V naslednjih letih se je muzejska zbirka zgodovinskih stavb razširila s pridobitvijo stavb iz dvajsetih različnih mest. Medtem ko se je število zgradb povečevalo, so rasle tudi zbirke v njih. Podarjene so bile velike količine pohištva, orodja in drugih takratnih vsebin, danes pa je večina stavb, vključno s trgovinami in delavnicami, primerno opremljenih in delujejo tako, kot bi delovale ob prvi gradnji. Zlasti velike zbirke oblačil, igrač, keramike in srebrnine so bile podarjene muzeju ali pa jih je kupil in so danes na ogled v nekaterih večjih stavbah.
Peter Holm je ostal direktor muzeja 31 let, od 1914 do 1945, ko je odstopil. V tem obdobju mu je uspelo pred uničenjem rešiti kakšnih petdeset zgodovinskih stavb in zbrati sredstva za njihovo selitev in postavitev v Aarhusu; edinstven in impresiven podvig v zgodovini danskih muzejev.
Ime muzeja je bilo leta 1995 znova spremenjeno v Staro mesto. Mestni muzej Danske.
Staro mesto je navdihnilo podobne projekte v drugih skandinavskih mestih. Tako Bergen na Norveškem kot Turku na Finskem sta pozneje postavila podobne muzeje na prostem.

## Stavbe
V Starem mestu je skupno 75 stavb iz 20 danskih mest, medtem ko so druge tri v skladišču in čakajo na kasnejšo obnovo. Najstarejša stavba je skladišče iz Aalborga iz l. 1550, najmlajši pa je vrtni paviljon s podeželske razstave leta 1909 v Aarhusu. Večina stavb je iz sredine 18. do zgodnjega 19. stoletja v tipičnem renesančnem slogu s pol-lesenimi okvirji.
Največje in najbolj impresivne stavbe so dvorec Coin Master's iz Københavna (okoli 1683), županova hiša iz Aarhusa (okoli 1597), trgovska hiša iz Aarhusa (okoli 1723) in posestvo Aalborg iz Aalborga (okoli 1570 in 1807). Po mestu je raztresenih veliko manjših stavb različnih prepričanj, od običajnih rezidenc do majhnega pristana za gradnjo čolnov, hleva za tobak, več vodnih mlinov in mlina na veter.
Najnovejši dodatek k muzejskemu mestu je bil pol-lesen dvorec mojstrov novcev (Møntmestergården). Kot rezidenco za kraljeve mojstre novcev v Københavnu ga je postavil Gregorius Sessemann leta ok. 1683 in je bil v ta namen uporabljen do leta 1749. Mestni muzej Københavna je stavbo razstavil leta 1944 in jo leta 1995 predal Staremu mestu, ki je začelo njeno obnovo leta 1998 in končalo leta 2009. Dvorec mojstrov novcev je bil rekonstruiran, kot je naj bi se predstavil leta 1750, notranjost pa je bila temu primerno opremljena z uporabo metod in materialov, ki so značilni za to obdobje.
Županova hiša je ena najpomembnejših danskih pol-lesenih renesančnih stavb s številnimi edinstvenimi arhitekturnimi značilnostmi. Bila je prva stavba v Starem mestu in je še vedno eden osrednjih delov mesta. Županova hiša zdaj vsebuje kavalkado običajne mestne kulture od leta 1600 do 1850. Prvotno je stala na Lilletorv (Manji trg) na vogalu Vestergade in Immervad na mestu današnje veleblagovnice Magasin du Nord.
Dvorec trgovca iz Aarhusa je glavni del velikega dvorca, prvotno v pristanišču Brobjerg, pozneje imenovanega Frederiks Port, mestna vrata na koncu Frederiksgade. Na takratni mestni meji, danes nasproti današnje mestne hiše. Dvorec je bil obnovljen v Starem mestu leta 1942. Proti ulici je trgovina z živili, stanovanjski trakt in velika shramba za žito na podstrešju, hlev in vrt pa so zadaj. Trgovski dvorec je zdaj dom enega od rednih eksponatov v muzeju, Trgovski dvorec iz leta 1864.
Posestvo Aalborg sestavlja pet stavb, dve iz ok. 1570, ena iz ok. 1585, ena iz ok. 1634 in eno iz ok. 1807. Kompleks je bil del istega trgovskega posestva v središču Aalborga in je bil leta 1926 in 1934 ponovno zgrajen v Starem mestu, ena stavba pa je zdaj hkrati tudi pivovarna.

## Eksponati
Obstaja 5 rednih eksponatov, danski muzej ur, muzej igrač, razstava srebrnine, razstava keramike in muzej tekstila, poleg več manjših eksponatov. Poleg samega mesta so te razstave osrednji del muzeja in vsebujejo nekatere največje zbirke zgodovinskih artefaktov zunaj Københavna. Poleg rednih razstav ima muzej vsako leto več posebnih tematskih razstav z artefakti, izposojenimi iz drugih danskih in v nekaterih primerih skandinavskih mest.
Muzej igrač je v velikem skladišču iz Næstveda in vsebuje približno 6000 kosov igrač od 19. stoletja do 1960-ih. V pritličju je razstavljenih večina igrač za fante, vključno z nemškimi avtomobilčki Märklin in vlakci Bing, mehanskimi igračami Lehmanna, danskimi igračami Tekno in nekoliko nenavadno posebnostjo - lesenimi igračami, ki jih proizvajajo zaporniki danskih zaporov.
Prvo nadstropje se osredotoča na pedagoško uporabo igrač. V 18. stoletju je bilo otroštvo vedno bolj prepoznano kot posebno obdobje v človekovem življenju, prej pa kot nujno in težko obdobje, ki ga je treba premagati na poti do »prave« osebe. V poznem 18. stoletju so filozofi, zdravniki in učitelji vse bolj gledali na otroštvo kot na pomemben čas, v katerem lahko starši pozitivno vplivajo na otroka. V ta namen so igrače postale pomembno orodje. Verjeli so, da če otroku damo določeno igračo, ga lahko v kasnejšem življenju usmerimo v določeno smer, tj. vplivamo na to, da deklice postanejo dobre gospodinje, fantje pa na aktiven, družbeni obstoj, vezan na trgovsko življenje 19. in 20. stoletja.
Danski muzej ur prikazuje popolnoma opremljeno urarsko delavnico z delavnicami za stolpne in običajne urarje. Muzej ima veliko zbirko danskih in tujih ur ter prikazuje razvoj od sončnih številčnic in urnih stekel do mehanskih ur. Najzgodnejše ure iz 16. stoletja so imele samo en kazalec za prikaz ure dneva, poznejše in bolj izpopolnjene ure pa so kazale čas v delčkih sekunde in položaj planetov.
Tekstilni muzej se v bistvu razprostira po celotnem mestu. Namen razstave je pripovedovati zgodbo o uporabi tekstila v domu, tj. o uvedbi zaves in blazin za kavč. V 19. stoletju je izbruhnila težnja po skrivanju pohištva za tekstilom. Brisače so bile skrite za vezenim platnom, peč pa za vezenim tekstilnim paravanom in v 1890-ih je povprečen dom spominjal na škatlo, pretirano obloženo z barvnimi zavesami, paravani in perilom. Funkcionalizem 1920-ih je bil upor proti tej težnji. Županova hiša predstavlja trende 250-letne notranje opreme.
Razstava srebrnine podrobno prikazuje razvoj oblikovanja in izdelave v industriji srebra v 17. stoletju od baroka do funkcionalizma. Zbirka vključuje dela 310 kovačev iz 44 različnih mest, z deli Nielsa Christensena kot najstarejšega (ok. 1637) in Henninga Koppla, učenca Georga Jensena, kot najnovejšega (1918).

## Vrtovi
V muzeju je pet vrtov, ki predstavljajo različna obdobja od sredine 17. do zgodnjega 20. stoletja, od preprostih rekreacijskih hobi vrtov do zelenic za komercialno uporabo.
Lekarniški vrt iz ok. 1750 je velik 300 m² in je bil urejen okoli majhne hiše iz leta 1750. Vrt je zasnovan v baročnem slogu z 91 kvadrati, od katerih vsak vsebuje eno vrsto cvetočih rastlin, ki so bile vse uporabljene v medicinske namene sredi 1750-ih, vključno: črni zobnik, navadni kristavec, omela, navadni hmelj, volčja češnja, modre anemone in janež.
Commercial Greenery Bernstoff je zelenica, ki goji rože, rastline in začimbe za prodajo na lokalni mestni tržnici. V velikem rastlinjaku palače Bernstorff je poleti razstava Rastline prababic. Posebej velika je zbirka pelargonij, ki vključuje 20-30 različnih vrst.
Vrt gospe Wahlstrøm iz leta 1920 je majhen vrt in del hiše Lemvig, rekonstruirane v Starem mestu leta 1982. Hišo je prvotno uporabljala samska ženska, ki je živela v hiši in delala v sosednji trgovini. 700 m² velik vrt je ostal tak, kot je izgledal prvotno in je večinoma travnat z majhnim kotičkom, ki se uporablja za gojenje zelišč, solat itd. Vrt obdajajo navadni kovačnik, sivka, stare vrste vrtnic, španski bezeg, lilije, poletne rože in sadno drevje.
Stanovanjski vrt iz leta 1864 vsebuje funkcionalni kuhinjski vrt in značilen vrt za rekreacijo v višjih slojih sredi 19. stoletja. Osrednji del vrta je sestavljen iz velikega okroglega dela, v katerem so poleg številnih drugih rastlin in cvetlic, značilnih za ta čas, tudi orlica, vrtna ostrožnica, klinček in rdeči baldrijan. Kuhinjski vrt je ločen od rekreacijskega vrta in vsebuje tipično zelenjavo in zelišča poleg številnih manj znanih rastlin, ki se danes ne uporabljajo pogosto.
Renesančni vrt iz leta 1647 je del županove hiše, ki je nastal na podlagi knjige Horticultura Danica Hansa Rasmussena Blocka iz leta 1647. Gre za majhen vrt velikosti 6 krat 7 metrov, obdan z rdeče pobarvano ograjo, v kateri so tulipani, močvirski tulipan in spominčica, orkestrirane v močnem renesančnem slogu.

## Dejavnosti
Šest trgovin, vključno s knjigarno, pošto in pekarno, ki se razprostirajo po majhnem mestu, prispevajo k iluziji in občutku pravega mesta. Poleg tega pet restavracij in kavarn ponuja hrano in pijačo za obiskovalce ter dvojne miniaturne eksponate, ki prikazujejo delovne metode življenja iz poslednjih dni.